# طوبى
طْوبَى (بالولفية: Tuubaa) هي مدينة في وسط السنغال، وتقع إداريًا في إقليم ديوربيل ومقاطعة مبارك. بلغ عدد سكانها 753,315 في عام 2013، وهي ثاني أكثر المدن السنغالية كثافةً سكانيةً بعد داكار. إنها مدينة المريديين المقدسة ومكان دفن مؤسسها، الشيخ أحمدو بامبا مباكي. بجانب قبره يوجد مسجد كبير اكتمل بناؤه عام 1963.

## أصل التسمية
أصل كلمة طُوبَى على الأرجح يأتي من الكلمة في اللغة العربية («التوبة»)، كما أن الاسم مطابق لاسم شجرة طوبى في الجنة في التقليد الإسلامي والتي ذكرت في القرآن  الَّذِينَ آمَنُوا وَعَمِلُوا الصَّالِحَاتِ طُوبَى لَهُمْ وَحُسْنُ مَآبٍ  المر تِلْكَ آيَاتُ الْكِتَابِ وَالَّذِي أُنْزِلَ إِلَيْكَ مِنْ رَبِّكَ الْحَقُّ وَلَكِنَّ أَكْثَرَ النَّاسِ لَا يُؤْمِنُونَ   (سورة الرعد، آية 1)، وفي الصوفية، تمثل هذه الشجرة الرمزية التطلع إلى الكمال الروحي والقرب من الله.

## التاريخ
يُقال إن الشيخ أحمدو بامبا مباكي، المعروف باسم «الشيخ أمادو بامبا» (1853-1927)، قد أسس طوبى تحت شجرة كبيرة عندما واجه، في لحظة من السمو، رؤية كونية للضوء. باللغة العربية، وسائل طوبى «السعادة» أو «النعيم» وتثير المتع حلوة الحياة الأبدية في الآخرة. في التقاليد الإسلامية، طوبى هو أيضًا اسم شجرة الجنة. تمثل هذه الشجرة الرمزية في الصوفية تطلعًا إلى الكمال الروحي والقرب من الله.
أسس أحمدو بامبا طوبى عام 1887. بقي الموقع المقدس مكانًا صغيرًا منعزلاً حتى وفاته ودفنه في موقع المسجد الكبير بعد 40 عامًا. تم الانتهاء أخيرًا من المسجد الكبير في عام 1963 ومنذ افتتاحه نمت المدينة بوتيرة سريعة: من أقل من 5000 نسمة في عام 1964، قُدّر عدد السكان رسميًا بـ 529000 في عام 2007. [بحاجة لمصدر] جنبا إلى جنب مع المدينة المجاورة مباكي (التي أسسها الجد أحمدو بامبا في 1796).

## جغرافية

### نظرة عامة
تقع طوبى في وسط السنغال، وتشكل تكتلاً حضريًا كبيرًا مع مدينة مباكي المجاورة (التجمع الريفي مسجد طوبى).

## أحياء ومناطق المدينة
على الرغم من انها تقع ضمن تجمع مسجد طوبى الريفي إلا أنها تضم منطقة حضرية والمنطقة الحضرية لمدينة توبا تتكون من 25 قرية وحي وهم:
- عالية
- بوستانول
- عريفينا
- دار العليم الخبير
- دار خادم
- دار القدس
- دار مارنان
- دار مارنان 2
- سوراح
- دار مينام
- دار سلام نادم
- دياناتول
- محوى
- جوي مبيند
- جويدي بوسو
- كيور نيانغ
- خيرى
- نديندي عبدو
- سامي لاه
- طوبى الأزهر
- طوبى جويدي
- طوبى ماديانا
- منطقة مسجد طوبى
- بوخات المبارك
- ناداماتو 1
- طوبى HLM
- طوبى ندياريم
- طريق دار موستي

### مناخ
اعتمادًا على موقع محطة الطقس في طوبى، يصنف نظام تصنيف مناخ كوبن جيجر مناخ المدينة إما على أنه استوائي رطب وجاف (Aw) أو حار شبه جاف (BSh).
| البيانات المناخية لـطوبى، السنغال(21م) | البيانات المناخية لـطوبى، السنغال(21م) | البيانات المناخية لـطوبى، السنغال(21م) | البيانات المناخية لـطوبى، السنغال(21م) | البيانات المناخية لـطوبى، السنغال(21م) | البيانات المناخية لـطوبى، السنغال(21م) | البيانات المناخية لـطوبى، السنغال(21م) | البيانات المناخية لـطوبى، السنغال(21م) | البيانات المناخية لـطوبى، السنغال(21م) | البيانات المناخية لـطوبى، السنغال(21م) | البيانات المناخية لـطوبى، السنغال(21م) | البيانات المناخية لـطوبى، السنغال(21م) | البيانات المناخية لـطوبى، السنغال(21م) | البيانات المناخية لـطوبى، السنغال(21م) |
| الشهر                                  | يناير                                  | فبراير                                 | مارس                                   | أبريل                                  | مايو                                   | يونيو                                  | يوليو                                  | أغسطس                                  | سبتمبر                                 | أكتوبر                                 | نوفمبر                                 | ديسمبر                                 | المعدل السنوي                          |
| -------------------------------------- | -------------------------------------- | -------------------------------------- | -------------------------------------- | -------------------------------------- | -------------------------------------- | -------------------------------------- | -------------------------------------- | -------------------------------------- | -------------------------------------- | -------------------------------------- | -------------------------------------- | -------------------------------------- | -------------------------------------- |
| متوسط درجة الحرارة الكبرى °م (°ف)      | 31.6 (88.9)                            | 33 (91)                                | 34 (93)                                | 32.9 (91.2)                            | 32.1 (89.8)                            | 31.4 (88.5)                            | 30.5 (86.9)                            | 30 (86)                                | 30.6 (87.1)                            | 31.9 (89.4)                            | 32.4 (90.3)                            | 31.2 (88.2)                            | 31.8 (89.2)                            |
| المتوسط اليومي °م (°ف)                 | 23.4 (74.1)                            | 24.4 (75.9)                            | 25.7 (78.3)                            | 25.7 (78.3)                            | 26.3 (79.3)                            | 26.8 (80.2)                            | 26.9 (80.4)                            | 26.5 (79.7)                            | 26.6 (79.9)                            | 27.1 (80.8)                            | 25.9 (78.6)                            | 23.6 (74.5)                            | 25.7 (78.3)                            |
| متوسط درجة الحرارة الصغرى °م (°ف)      | 15.3 (59.5)                            | 15.9 (60.6)                            | 17.5 (63.5)                            | 18.6 (65.5)                            | 20.5 (68.9)                            | 22.3 (72.1)                            | 23.4 (74.1)                            | 23 (73)                                | 22.7 (72.9)                            | 22.3 (72.1)                            | 19.5 (67.1)                            | 16.1 (61.0)                            | 19.8 (67.5)                            |
| الهطول مم (إنش)                        | 0 (0)                                  | 0 (0)                                  | 0 (0)                                  | 0 (0)                                  | 2 (0.1)                                | 66 (2.6)                               | 234 (9.2)                              | 382 (15.0)                             | 259 (10.2)                             | 75 (3.0)                               | 2 (0.1)                                | 1 (0.0)                                | 1٬021 (40.2)                           |
| المصدر: Climate-Data.org               |                                        |                                        |                                        |                                        |                                        |                                        |                                        |                                        |                                        |                                        |                                        |                                        |                                        |

| البيانات المناخية لـطوبى، السنغال(48م) | البيانات المناخية لـطوبى، السنغال(48م) | البيانات المناخية لـطوبى، السنغال(48م) | البيانات المناخية لـطوبى، السنغال(48م) | البيانات المناخية لـطوبى، السنغال(48م) | البيانات المناخية لـطوبى، السنغال(48م) | البيانات المناخية لـطوبى، السنغال(48م) | البيانات المناخية لـطوبى، السنغال(48م) | البيانات المناخية لـطوبى، السنغال(48م) | البيانات المناخية لـطوبى، السنغال(48م) | البيانات المناخية لـطوبى، السنغال(48م) | البيانات المناخية لـطوبى، السنغال(48م) | البيانات المناخية لـطوبى، السنغال(48م) | البيانات المناخية لـطوبى، السنغال(48م) |
| الشهر                                  | يناير                                  | فبراير                                 | مارس                                   | أبريل                                  | مايو                                   | يونيو                                  | يوليو                                  | أغسطس                                  | سبتمبر                                 | أكتوبر                                 | نوفمبر                                 | ديسمبر                                 | المعدل السنوي                          |
| -------------------------------------- | -------------------------------------- | -------------------------------------- | -------------------------------------- | -------------------------------------- | -------------------------------------- | -------------------------------------- | -------------------------------------- | -------------------------------------- | -------------------------------------- | -------------------------------------- | -------------------------------------- | -------------------------------------- | -------------------------------------- |
| متوسط درجة الحرارة الكبرى °م (°ف)      | 32.5 (90.5)                            | 34.2 (93.6)                            | 36.3 (97.3)                            | 37.5 (99.5)                            | 38.1 (100.6)                           | 36.7 (98.1)                            | 33.7 (92.7)                            | 32.3 (90.1)                            | 32.5 (90.5)                            | 34.9 (94.8)                            | 35.4 (95.7)                            | 32.3 (90.1)                            | 34.7 (94.5)                            |
| المتوسط اليومي °م (°ف)                 | 23.4 (74.1)                            | 24.5 (76.1)                            | 26.6 (79.9)                            | 27.8 (82.0)                            | 28.9 (84.0)                            | 29.4 (84.9)                            | 28.2 (82.8)                            | 27.3 (81.1)                            | 27.2 (81.0)                            | 27.8 (82.0)                            | 26.6 (79.9)                            | 23.6 (74.5)                            | 26.8 (80.2)                            |
| متوسط درجة الحرارة الصغرى °م (°ف)      | 14.3 (57.7)                            | 14.8 (58.6)                            | 17 (63)                                | 18.2 (64.8)                            | 19.8 (67.6)                            | 22.2 (72.0)                            | 22.7 (72.9)                            | 22.4 (72.3)                            | 22 (72)                                | 20.8 (69.4)                            | 17.9 (64.2)                            | 15 (59)                                | 18.9 (66.1)                            |
| الهطول مم (إنش)                        | 1 (0.0)                                | 0 (0)                                  | 0 (0)                                  | 0 (0)                                  | 1 (0.0)                                | 30 (1.2)                               | 105 (4.1)                              | 176 (6.9)                              | 139 (5.5)                              | 35 (1.4)                               | 1 (0.0)                                | 1 (0.0)                                | 489 (19.1)                             |
| المصدر: Climate-Data.org               |                                        |                                        |                                        |                                        |                                        |                                        |                                        |                                        |                                        |                                        |                                        |                                        |                                        |

## المريدية
طوبى هي مدينة المريديين المقدسة. كان آمادو بامبا مباكي، أشهر صوفي في السنغال، أكثر من مجرد معلم روحي. كانت لديه مهمة اجتماعية أيضًا، وهي إنقاذ المجتمع من الاغتراب الاستعماري وإعادته إلى «الطريق المستقيم» للإسلام. لعبت مدينة طوبى دورًا رئيسيًا في هذين الهدفين.

## الجامع الكبير
.

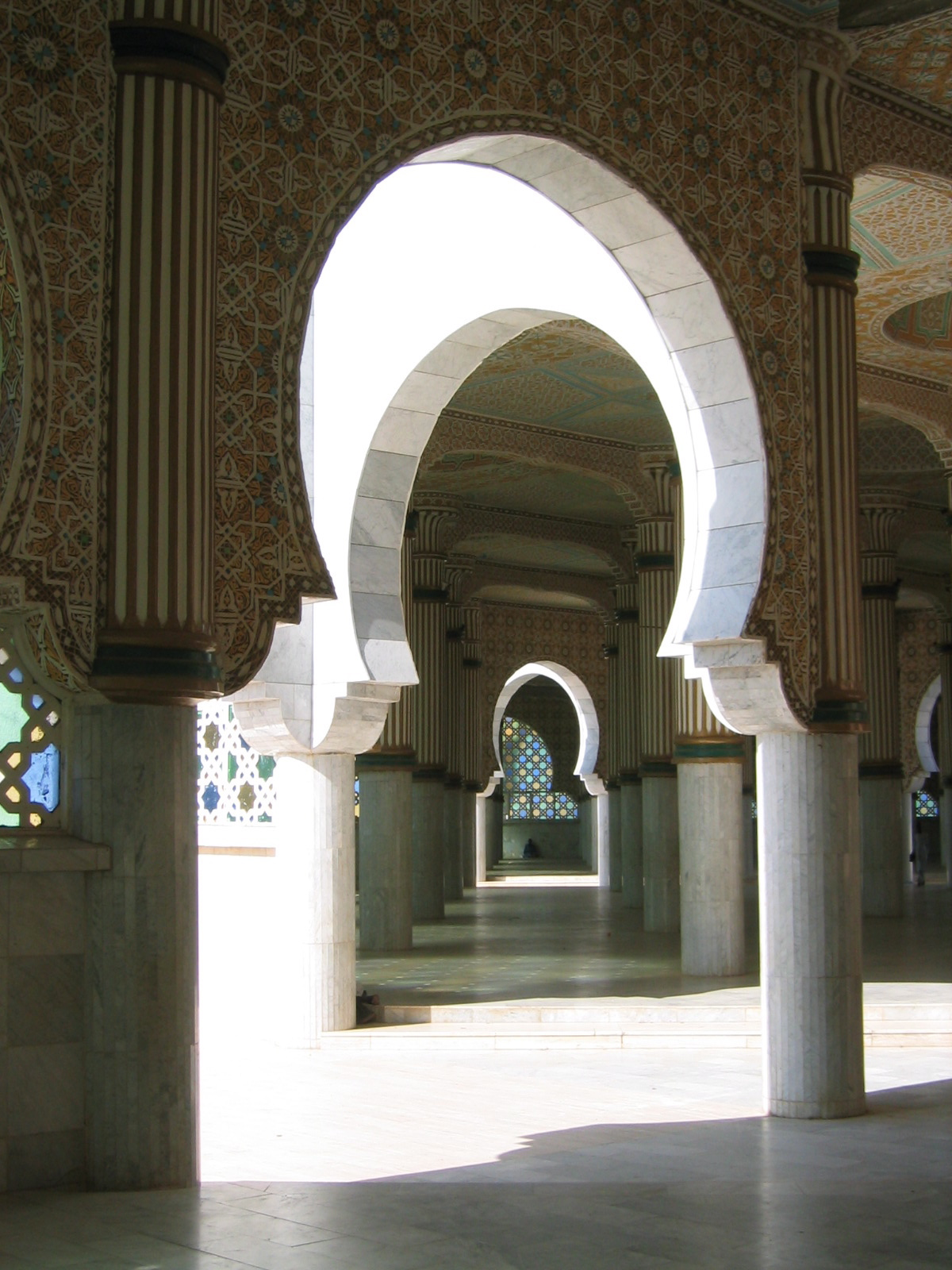
داخل الجامع الكبير في طوبى

- أمادو بامبا (1853-1927)، زعيم ديني صوفي مسلم.

## روابط خارجية
- صور طوبى